# Drenov Grič
Drenov Grič este o localitate din comuna Vrhnika, Slovenia, cu o populație de 761 de locuitori.